# Volker Weidler

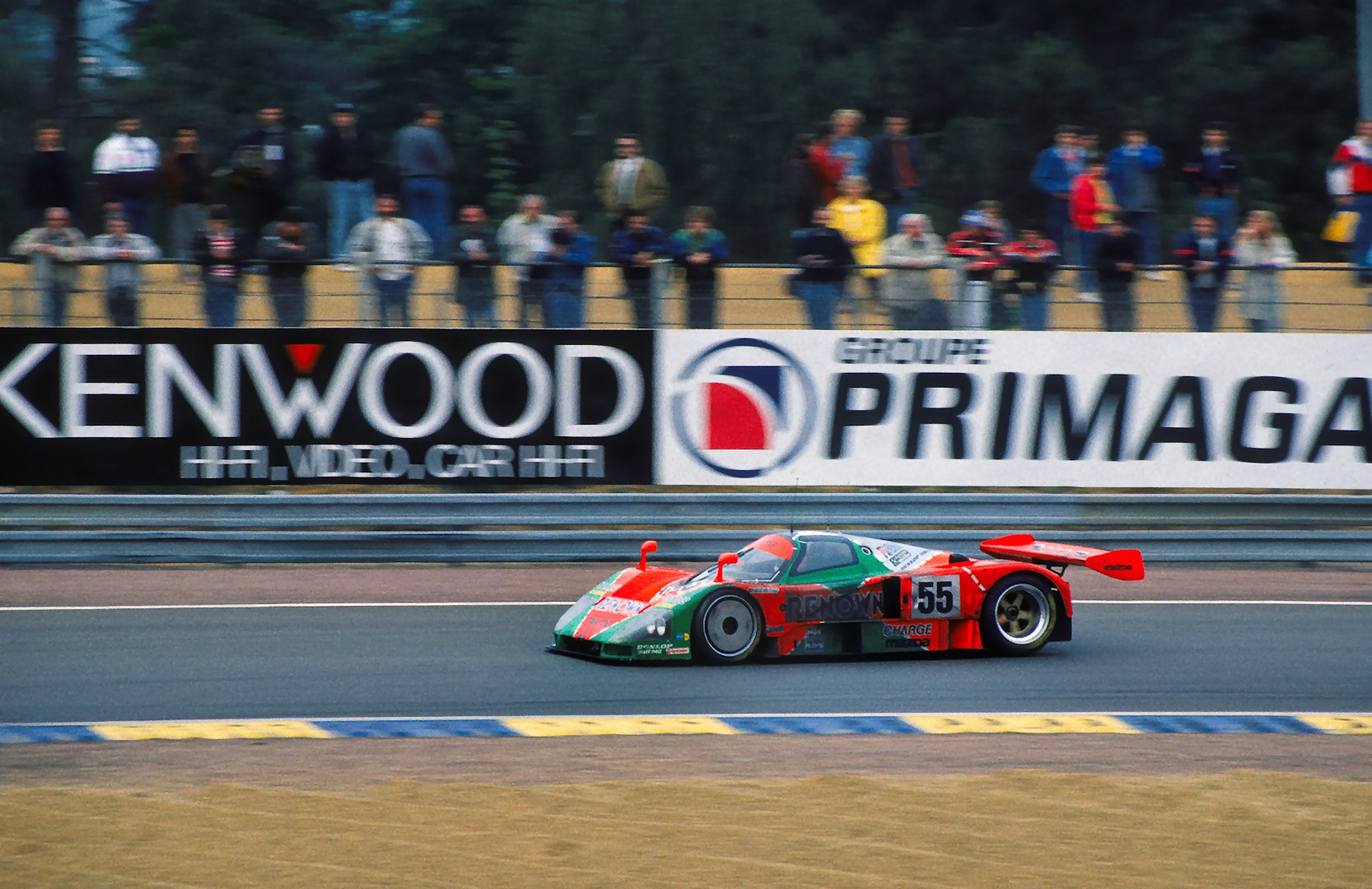
Mazda 787B compitiendo las 24 Horas de 1991.

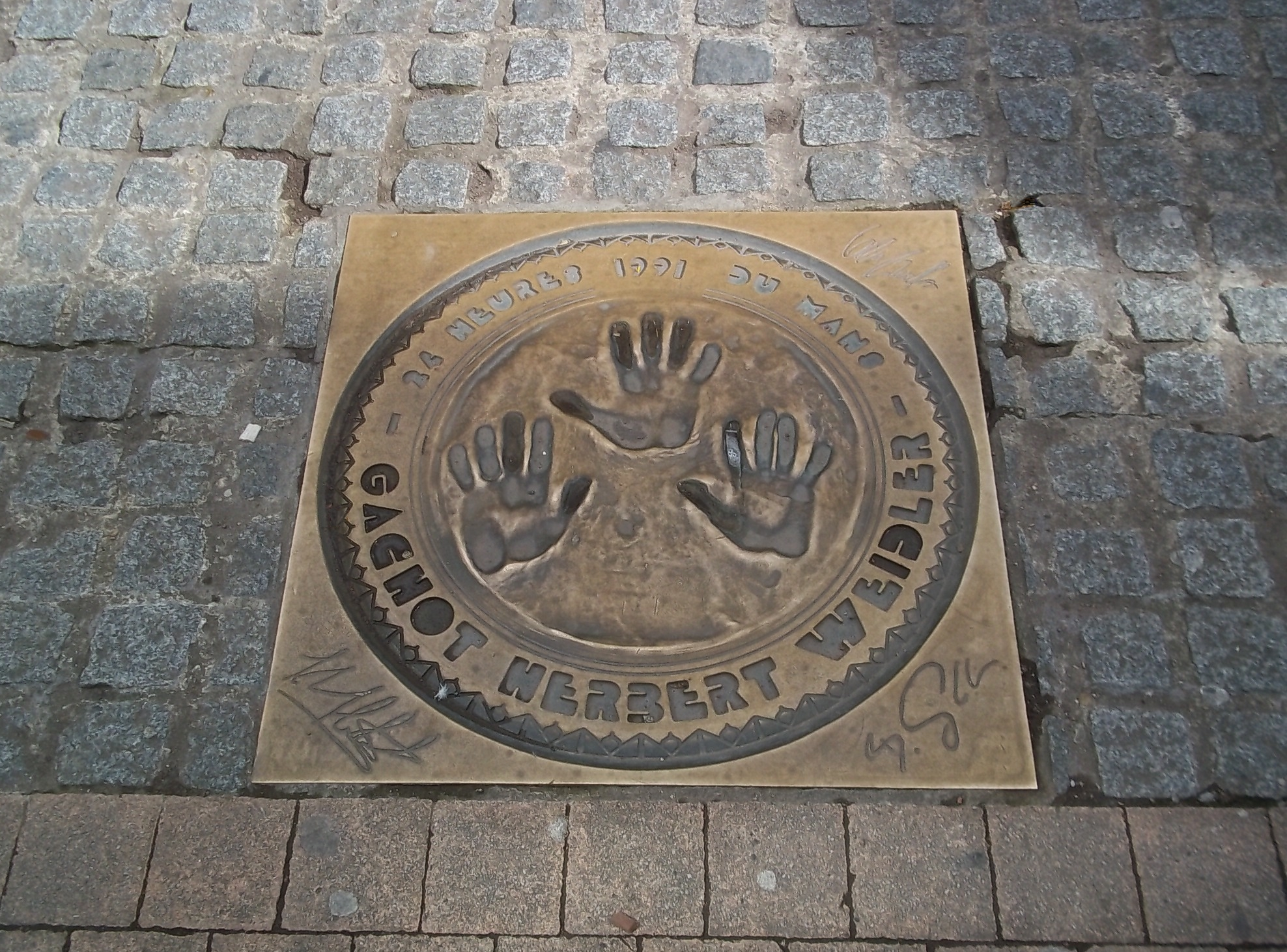
Monumento a Gachot, Herbert y Weidler en Le Mans.

Volker Weidler (Heidelberg, Alemania del Oeste, 18 de marzo de 1962) es un expiloto de automovilismo alemán.
Luego de competir en varios campeonatos de monoplazas, prototipos y turismos de 1980 a 1988, debutó en Fórmula 1 con el equipo Rial Racing para la temporada 1989. En dicho campeonato disputó un total de 10 Grandes Premios, sin lograr clasificar a ninguna carrera.
En 1990 pasó a campeonatos, principalmente, de sport prototipo. Ganó las 24 Horas de Le Mans de 1991 con el Mazda 787B de motor rotativo, junto belga Bertrand Gachot y al británico Johnny Herbert.
Se retiró de la competencia al año siguiente de dicho logro, al ser diagnosticado con tinnitus, enfermedad que afectó su audición. Volvió a Alemania y hasta la actualidad maneja una empresa familiar.

## Resultados

### Fórmula 1
(Clave) (negrita indica pole position) (cursiva indica vuelta rápida)

| Año         | Escudería   | 1        | 2        | 3        | 4        | 5        | 6        | 7        | 8        | 9      | 10      | 11  | 12  | 13  | 14  | 15  | 16  | Pos. | Puntos |
| ----------- | ----------- | -------- | -------- | -------- | -------- | -------- | -------- | -------- | -------- | ------ | ------- | --- | --- | --- | --- | --- | --- | ---- | ------ |
| 1989        | Rial Racing | BRA DNPQ | SMR DNPQ | MON DNPQ | MEX DNPQ | USA DNPQ | CAN DNPQ | FRA DNPQ | GBR DNPQ | GER EX | HUN DNQ | BEL | ITA | POR | ESP | JPN | AUS | NC   | 0      |
| Referencia: |             |          |          |          |          |          |          |          |          |        |         |     |     |     |     |     |     |      |        |